# Monarquia absoluta na Suécia
Este período é conhecido como Era Gustaviana (em sueco: Gustavianska tiden), e durou de 1772 até 1809, tendo tido dois monarcas – Gustavo III e Gustavo IV Adolfo.

Após meio século de regime parlamentar, o novo rei Gustavo III perpetrou em 1772 um golpe de estado, que pôs fim à Era da Liberdade (em sueco: Frihetstiden) e trouxe de volta a monarquia absoluta -  um regime que permaneceu até ao envolvimento militar da Suécia nas guerras napoleónicas, entre 1805 e 1808.
Esta época de absolutismo real acabou em 1809, ano em que a Suécia perdeu a Guerra Finlandesa, sendo obrigada a ceder a Finlândia à Rússia, e o rei Gustavo IV Adolfo foi deposto pelo Golpe de estado de 1809, pelo qual a monarquia constitucional voltou ao país, sob a tutela da Constituição de 1809.

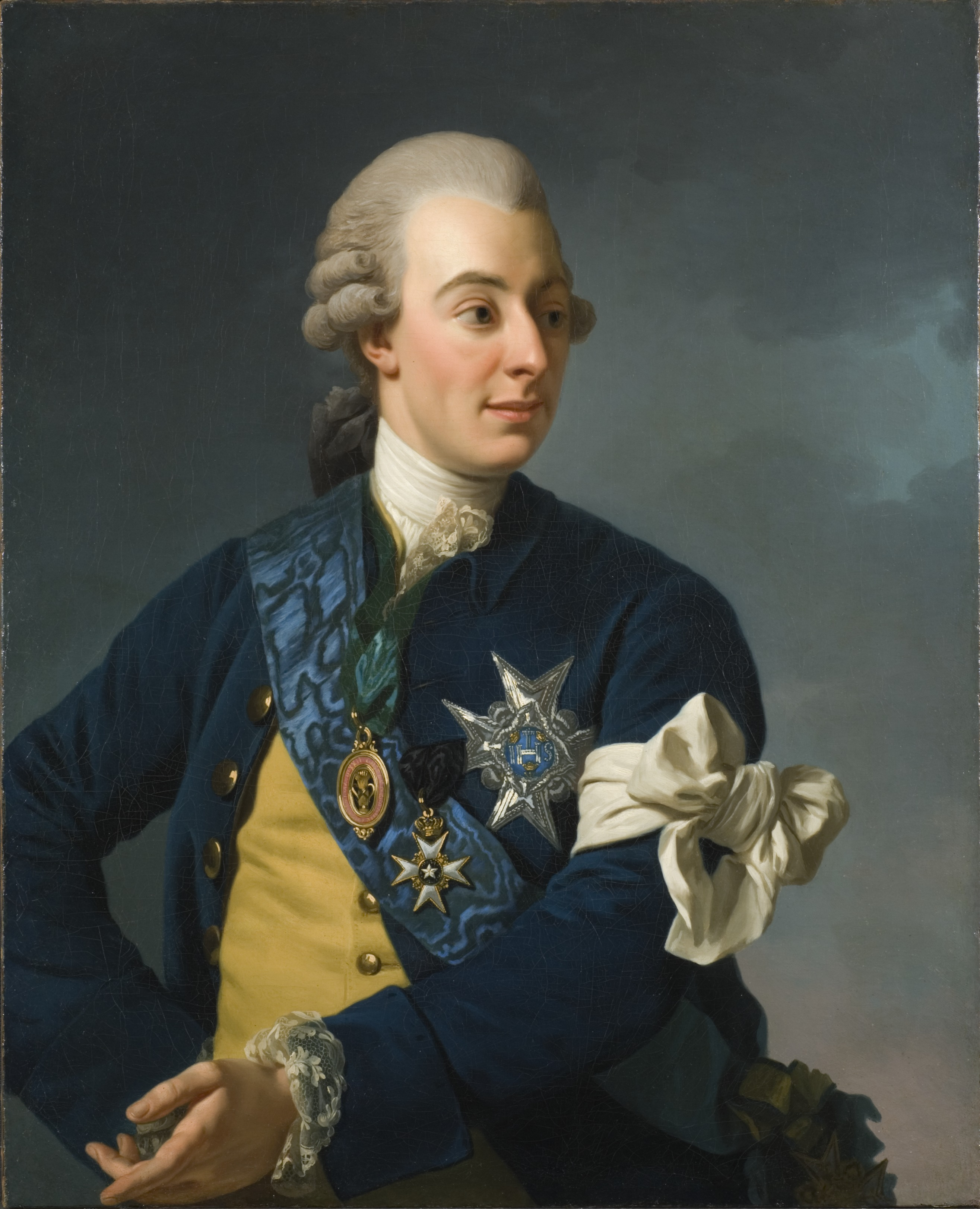
Gustavo III.

Gustavo III desejava ser visto como déspota esclarecido e por isso procurou atrair cientistas e literatos para Estocolmo e para a corte, como é o caso de Lineu, Anders Celsius, Carl Michael Bellman e Johan Henric Kellgren, entre outros.

O seu reinado foi um tempo de brilho cultural nas belas-artes, com realce para a literatura, teatro, música e arquitetura.

Pela mão do rei foi fundada a Ópera Real Sueca em 1773 e a Academia Sueca em 1786.

## Monarcas da Era Gustaviana
- 1771-1792 - Gustavo III (Gustav III)
- 1792-1809 - Gustavo IV (Gustav IV Adolf)